# Amszterdami metró
Az amszterdami metró hálózata 2018-tól öt vonalból áll Amszterdamban, Hollandiában. A hálózat teljes hossza 52 km, melyen ugyanennyi metrómegálló található.

## Útvonalak
| Járat | Használt vonal(ak)          | Szín    | Szín | Első/utolsó állomás              | Megnyitás | Hossz   | Állomások | Napi utasszám (2019) | Típus       |
| ----- | --------------------------- | ------- | ---- | -------------------------------- | --------- | ------- | --------- | -------------------- | ----------- |
| 50    | Ring Line, East Line (Gein) | Zöld    |      | Isolatorweg – Gein               | 1997      | 20,1 km | 20        | 100 200              | Metró       |
| 51    | Amstelveen Line, East Line  | Narancs |      | Isolatorweg – Amsterdam Centraal | 1990      | 19,5 km | 19        | 60 800               | Könnyűvasút |
| 52    | North-South Line            | Kék     |      | Noord - Amsterdam Zuid           | 2018      | 9,5 km  | 8         | 84 000               | Metró       |
| 53    | East Line (Gaasperplas)     | Piros   |      | Gaasperplas – Amsterdam Centraal | 1977      | 11,3 km | 14        | 60 600               | Metró       |
| 54    | East Line (Gein)            | Sárga   |      | Gein – Amsterdam Centraal        | 1977      | 12,1 km | 15        | 73 500               | Metró       |

### 50-es vonal
| Állomások |
| Isolatorweg – Sloterdijk – De Vlugtlaan – Postjesweg – Lelylaan – Heemstedestraat – Henk Sneevlietweg – Amstelveenseweg – Zuid – RAI – Overamstel – Van der Madeweg – Duivendrecht – Strandvliet – Bijlmer ArenA – Bullewijk – Holendrecht – Reigersbos – Gein |
| Összesen: 20,1 km; 20 állomás |

### 51-es vonal
| Állomások |
| Centraal Station – Nieuwmarkt – Waterlooplein – Weesperplein – Wibautstraat – Amstel – Spaklerweg – Overamstel – RAI – Zuid – Amstelveenseweg – Henk Sneevlietweg – Heemstedestraat – Lelylaan – Postjesweg – Jan van Galenstraat – De Vlugtlaan – Sloterdijk – Isolatorweg |
| Összesen: 19,5 km; 19 állomás |

### 52-es vonal
| Állomások                                                                                    |
| Noord – Noorderpark – Centraal Station – Rokin – Vijzelgracht – De Pijp – Europaplein – Zuid |
| Összesen: 9,5 km; 8 állomás                                                                  |

### 53-as vonal
| Állomások |
| Centraal Station – Nieuwmarkt – Waterlooplein – Weesperplein – Wibautstraat – Amstel – Spaklerweg – Van der Madeweg – Venserpolder – Diemen Zuid – Verrijn Stuartweg – Ganzenhoef – Kraaiennest – Gaasperplas |
| Összesen: 11,3 km; 14 állomás |

### 54-es vonal
| Állomások |
| Centraal Station – Nieuwmarkt – Waterlooplein – Weesperplein – Wibautstraat – Amstel – Spaklerweg – Van der Madeweg – Duivendrecht – Strandvliet – Bijlmer ArenA – Bullewijk – Holendrecht – Reigersbos – Gein |
| Összesen: 12,1 km; 15 állomás |

## Járművek

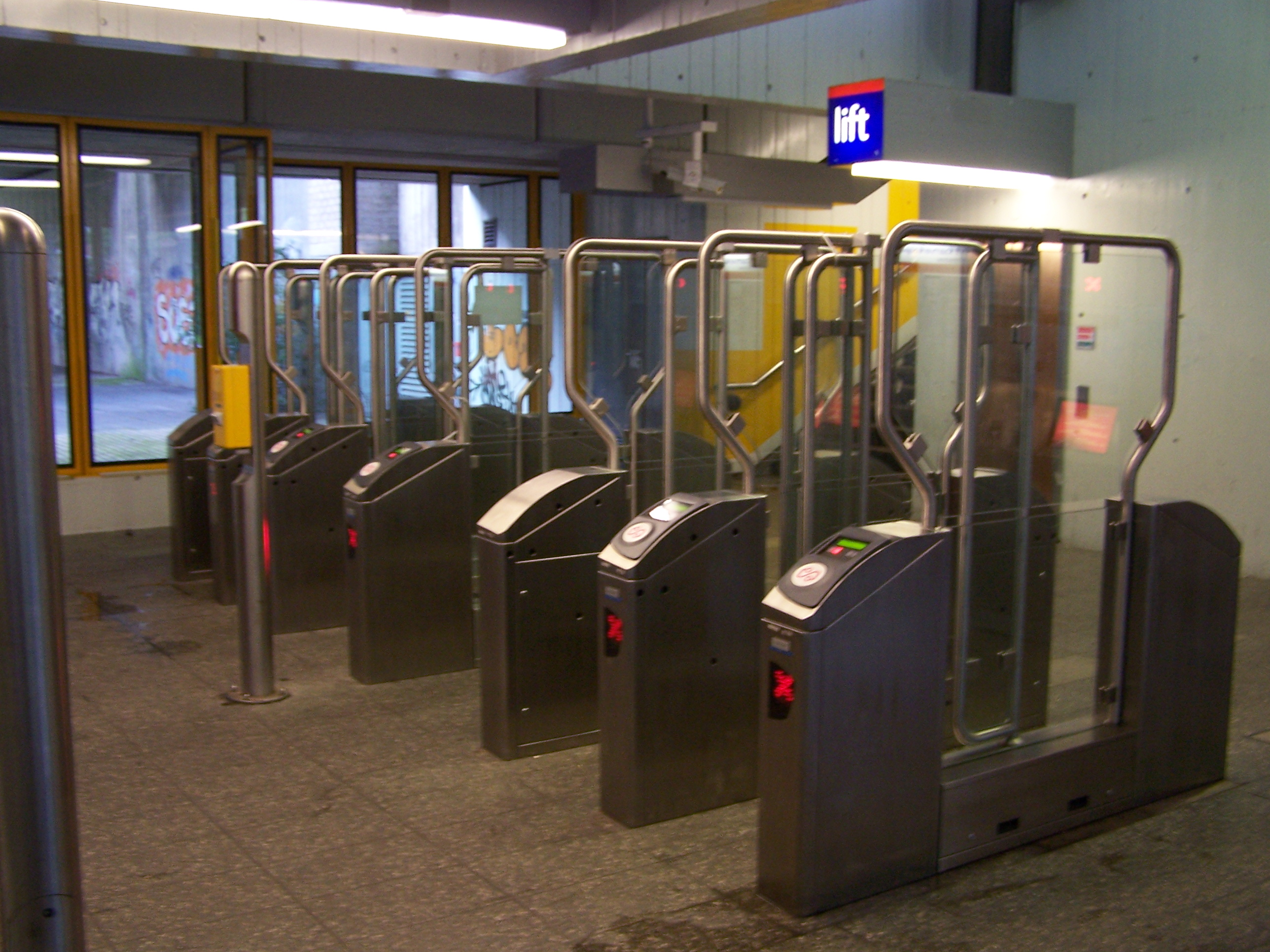
Beléptetőkapuk egy állomáson

| Jármű | Típus | Leírás |
| ----- | --- | --- |
|       | M1, M2 és M3 sorozat Metrószerelvények az 50-es, 53-as és 54-es vonalakra. Gyártó: LHB (44 egység összesen)   | Kocsik szerelvényenként: 2 Hossz: 37,5 m Szélesség: 3,0 m Tömeg (teljesen tele): 54,0 tonna (75,0 tonna) Legnagyobb sebesség: 70 km/h Teljesítmény: 4 x 195 kW DC áramrendszer: 750 volt     |
|       | S1 és S2 sorozat Hibrid metró/villamos az 51-es vonalra Gyártó: BN (25 egység összesen)                       | Kocsik szerelvényenként: 2 Hossz: 30,6 m Szélesség: 2,65 m Tömeg (teljesen tele): 48,5 tonna (72,0 tonna) Legnagyobb sebesség: 70 km/h Teljesítmény: 6 x 77 kW DC áramrendszer: 600/750 volt |
|       | S3 és M4 sorozat Könnyűmetró az 50-es és 51-es, néha az 53-as vonalra Gyártó: CAF (33 S3 egység, 4 M4 egység) | Kocsik szerelvényenként: 2 Hossz: 30,9 m Szélesség: 2,7 m Tömeg (teljesen tele): 48,0 tonna (72,0 tonna) Legnagyobb sebesség: 70 km/h Teljesítmény: 6 x 70 kW DC áramrendszer: 750 volt      |
|       | M5 sorozat Metró az 50-es, 53-as, 54-es és a tervezett 52-es vonalra Gyártó: Alstom (28 egység összesen)      | Kocsik szerelvényenként: 6 Hossz: 116,2 m Szélesség: 3,0 m Tömeg: 190 tonna Legnagyobb sebesség: 90 km/h Teljesítmény: 16x200 kW DC áramrendszer: 750 volt                                   |

## Külső hivatkozások
- GVB – Hivatalos weboldal (angolul)
- Metro map Archiválva 2014. április 27-i dátummal az Archive.is-en a GVB weboldala
- Amszterdam tömegközlekedéséről az Irány Amszterdamon (magyarul)
- Amszterdam metróvonalai és metrómegállói grafikusan megjelenítve a Wikidata segítségével